# Эдвардс, Ронни Клэр
Ронни Клэр Эдвардс (англ. Ronnie Claire Edwards, 9 февраля 1933[…], Оклахома-Сити, Оклахома, США — 14 июня 2016[…], Даллас, Техас, США) — американская актриса.

## Биография
Эдвардс родилась и выросла в Оклахома-Сити, штат Оклахома. Актёрскую карьеру она начала в 1963 году на телевидении, где наиболее популярной стало её роль Корабет Уолтон Годси, жены лавочника Айка Годси, в телесериале CBS «Уолтоны». Помимо этого у ней были роли в таких телесериалах, как «Даллас» (1984), «Династия» (1985), «Фэлкон Крест» (1985), «Она написала убийство» (1988), «Звездный путь: Следующее поколение» (1994), а также в фильмах «Идеально» (1985), «Девчонка не промах» (1986), «Игра в смерть» (1988), «Сладкоголосая птица юности» (1989), «8 секунд» (1994) и «Пожнёшь бурю» (1999). Свою последнюю роль Эдвардс исполнила в телесериале «12 миль от плохой дороги» в 2007 году. Актриса является автором мемуаров «Помощник метателя ножей» и «Мистер Годси попросил меня выйти за него замуж, и я сказала: „Да!“».
В 2008 году Эдвардс продала свой особняк в Лос-Анджелесе басисту «Red Hot Chili Peppers» Фли и поселилась в католической церкви 1911 года постройки на Свисс-авеню в Далласе, в восстановлении которой она принимала участие. Актриса умерла 14 июня 2016 года во сне от хронической обструктивной болезни лёгких в возрасте 83 лет.